# Португалия на «Евровидении-1982»
Португалия принимала участие в двадцать седьмом выпуске телевизионного конкурса Евровидение-1982, который состоялся 24 апреля в Харрогейте, Великобритания. Страну представляла гёрл-группа Doce с песней Bem bom, написанной Антониу Пиньо, Тозе Бриту и Педру Бриту. По итогам голосования группа заняла 13-е место из 18, набрав 32 балла. Тем не менее, Bem bom стала предшественницей португальской заявки на Евровидение-1983 Esta ballada que te dou в исполнении Арманду Гама. Конкурс был показан RTP с комментариями Фиалхо Гувейи. Глашатаем от Португалии была Маргарида Андраде.

## До «Евровидения»

### Festival RTP da Canção 1982

Логотип Festival RTP da Canção 1982

Начиная с 1964 года португальская телекомпания Radiotelevisão Portuguesa (RTP) отвечает за организацию отбора заявки на Евровидение и дальнейшую трансляцию конкурса. Традиционно все заявки от Португалии отбирались через организацию национального отбора под названием Festival RTP da Canção. Девятнадцатый выпуск Festival RTP da Canção состоялся 6 марта 1982 года в театре Марии Матуш в Лиссабоне. Ведущими были Аличе Круз и Фиалхо Гувейя. 
Прежде чем этот выпуск мог быть реализован, ему пришлось столкнуться с рядом препятствий. Первым препятствием стал сам RTP: программный директор Мария Элиза Домингес призналась Correio da Manhã, что канал намеревался завершить фестиваль. «Мы действительно думали отказаться от фестиваля», из-за того, как песни оценивались национальным жюри. Однако, по традиции, Festival RTP da Canção продолжит работу, даже при значительном сокращении бюджета (отсюда сценарий настолько прост). После этого фестиваль попал в суд. Португальское общество авторов (SPA) подало жалобу на отборочное жюри и потребовало отмены фестиваля. Вопрос заключался в том, что члены жюри выбрали 12 тем «из примерно 700 за несколько часов», как пишет Diário Popular. Гражданский суд Лиссабона, заслушав этих членов присяжных и руководство RTP, счел ходатайство SPA незаконным. Решение было объявлено за 24 часа до трансляции, репетиции уже в самом разгаре. Наконец, Федерация электросвязи пригрозила бойкотировать мероприятие, так как подозревала, что у работников канала нет хороших условий труда и адекватной заработной платы. Все закончилось хорошо, и фестиваль состоялся. Двенадцать песен прозвучало во время национального отбора, а победитель определялся голосованием жюри из 22 округов Португалии. Среди конкурсантов была певица Дина, позднее представлявшая Португалию на Евровидение-1992. Карлуш Пайао, бывший представитель Португалии на Евровидение-1981 выступал как автор песни Кандиды Бранки Флор Trocas e baldrocas.
| Порядковый номер | Исполнитель         | Название песни                    | Автор(ы)                                | Очки | Место |
| ---------------- | ------------------- | --------------------------------- | --------------------------------------- | ---- | ----- |
| 1                | SARL                | Quero ser feliz agora             | Педру Озориу                            | 147  | 4     |
| 2                | Дина                | Em segredo                        | Тозе Бриту                              | 74   | 8     |
| 3                | Фернанда            | Vai mas vem                       | Педру Кальвариу, Марио Тавареш          | 52   | 10    |
| 4                | Александра          | Até amanhecer                     | Педру Бриту, Тозе Бриту                 | 156  | 3     |
| 5                | Иса                 | Sonho a dois                      | Луиш Мануэл Фернандеш, Руй Эдуарду Роха | 27   | 12    |
| 6                | Кандида Бранка Флор | Trocas e baldrocas                | Карлуш Пайао                            | 176  | 2     |
| 7                | Дина                | Gosto do teu gosto                | Ондина Велозу, Антониу Пиньо            | 125  | 6     |
| 8                | Жоана               | Amor português                    | Фернанду Герра                          | 77   | 7     |
| 9                | Марко Пауло         | É o fim do mundo                  | Фернанду Герра, Жоао Энрике             | 48   | 11    |
| 10               | Doce                | Bem bom                           | Антониу Пиньо, Тозе Бриту и Педру Бриту | 182  | 1     |
| 11               | Bric-à-brac         | Tudo tim-tim por tim-tim          | Мануэл Жозе Соареш, Арминду Невеш       | 73   | 9     |
| 12               | Broa de Mel         | Banha da cobra estica e não dobra | Мануэл Жозе Соареш                      | 139  | 5     |

## На «Евровидении»
В Харрогейте Doce выступали под номером 1, открыв, тем самым, конкурсную программу. По итогам голосования группа заняла 13-е место из 18, набрав 32 балла. 12 баллов португальское жюри присудило стране-победительнице Германии. Дирижёром оркестра во время исполнения португальской песни был Луиш Дуарте. В состав португальского жюри входили Жозе Вакондеуш, Филипа Корте Реал, Ильда Кокко Леоте, Хосе Эдуарду Мейра да Кунья, Мария Исабель Соареш да Роха, Хосе Карлуш Магальяйнш Феррейра, Мария Хосе Соверал Гомеш, Мариу Нуну душ Сантуш Кейрош, Карлос Рибейру Луиш, Фредерико Хоган Тевеш и Ана Мануэла Прето Пачеко.

### Голосование
| Очки      | Страна                        |
| --------- | ----------------------------- |
| 12 баллов |                               |
| 10 баллов |                               |
| 8 баллов  |                               |
| 7 баллов  | - Люксембург                  |
| 6 баллов  | - Швеция                      |
| 5 баллов  | - Турция                      |
| 4 балла   | - Великобритания - Нидерланды |
| 3 балла   |                               |
| 2 балла   | - Ирландия - Финляндия        |
| 1 балл    | - Израиль - Швейцария         |

| Очки      | Страна         |
| --------- | -------------- |
| 12 баллов | Германия       |
| 10 баллов | Израиль        |
| 8 баллов  | Бельгия        |
| 7 баллов  | Швеция         |
| 6 баллов  | Люксембург     |
| 5 баллов  | Кипр           |
| 4 балла   | Великобритания |
| 3 балла   | Дания          |
| 2 балла   | Швейцария      |
| 1 балл    | Ирландия       |